# مایک بوکر
مایک بوکر (انگلیسی: Mike Booker؛ زادهٔ ۲۲ اکتبر ۱۹۴۷) بازیکن فوتبال است.
از باشگاه‌هایی که در آن بازی کرده‌است می‌توان به باشگاه فوتبال بارنزلی اشاره کرد.